# Nasrullahganj
Nasrullahganj är en ort i Indien.   Den ligger i distriktet Sehore och delstaten Madhya Pradesh, i den centrala delen av landet, 700 km söder om huvudstaden New Delhi. Nasrullahganj ligger 301 meter över havet och antalet invånare är 18 265.
Terrängen runt Nasrullahganj är mycket platt, och sluttar söderut. Runt Nasrullahganj är det ganska tätbefolkat, med 149 invånare per kvadratkilometer. Nasrullahganj är det största samhället i trakten. Trakten runt Nasrullahganj består till största delen av jordbruksmark.